# نیکولاس لیندلی لوپز
نیکولاس لیندلی لوپز (انگلیسی: Nicolás Lindley López؛ ۱۶ نوامبر ۱۹۰۸ – ۳ مهٔ ۱۹۹۵) یک سیاست‌مدار اهل پرو و از مارس تا ژوئیه ۱۹۶۳ رئیس‌جمهور این کشور بود.